# Mihaela Dascăluová
Mihaela Dascăluová (* 12. února 1970 Brašov) je bývalá rumunská rychlobruslařka.
V roce 1986 poprvé nastoupila do závodů Světového poháru (SP), v téže sezóně také debutovala na Mistrovství světa juniorů (7. místo). V SP pravidelně začala závodit v roce 1990, roku 1991 poprvé startovala na seniorských šampionátech – Mistrovství Evropy (11. místo), Mistrovství světa ve víceboji (11. místo) a Mistrovství světa ve sprintu (22. místo). Zúčastnila se Zimních olympijských her 1992, kde nastoupila do závodů na všech tratích a největšího úspěchu, šesté příčky, dosáhla na distanci 1000 m. Na následujících hrách v roce 1994 dosáhla nejlépe osmého místa v závodech na 1500 a 3000 m. Na vícebojařském světovém šampionátu 1994 získala svoji jednou, bronzovou medaili. Na evropských mistrovstvích se výsledkově pohybovala okolo šestého a sedmého místa. Startovala také na ZOH 1998, na tratích 1500 a 3000 m ale skončila až ve čtvrté, respektive třetí desítce. Po sezóně 1997/1998 ukončila sportovní kariéru.